# Statue-menhir de Serres
La statue-menhir de Serres est une statue-menhir appartenant au groupe rouergat découverte à Combret, dans le département de l'Aveyron en France.

## Historique
La statue-menhir a été découverte par Bernard Bel en 1996. La statue-menhir est inscrite monument historique au titre d'objet depuis le 14 octobre 2019.

## Description
La statue a été sculptée et gravée sur une dalle de grès permien. Elle mesure 0,78 m de hauteur sur 0,58 m de largeur et 0,15 m d'épaisseur.
C'est une statue féminine. Elle est amputée de sa partie basse, en dessous de la ceinture, et de son côté gauche, la statue ayant été réutilisée dans un dallage. Au recto, un œil, des tatouages autour du nez, un collier à cinq rangs, un sein et le bras droit sont encore visibles. La ceinture fait le tour complet de la statue. Au verso, les cheveux sont séparés en deux nattes ; il n'y a pas de crochet-omoplate. Au dos de la statue, le personnage porte une seconde ceinture avec un décor de chevrons, ceci indique probablement que la statue ait représenté deux personnages successifs.
La statue est conservée chez son propriétaire, une copie a été installée près du lieu de sa découverte.